# Sophie Dedekam
Sophie Dedekam (Arendal, 1 de abril de 1820 — Noruega, 1 de junho de 1894) foi uma compositora e escritora norueguesa. Sophie é considerada uma das compositoras norueguesa mais proeminentes do século XIX.